# Zien (Marco Borsato)
Zien is een dvd van Marco Borsato, uitgebracht in 2004. Het was voor het eerst dat een artiest een nieuw album alleen op dvd uitbrengt. Het was ook voor het eerst sinds 2000 dat Borsato weer nieuwe muziek uitbracht. (Twee jaar eerder was er wel het verzamelalbum Onderweg.)
Op de dvd staan dertien nieuwe nummers waaronder de nummer 1-hits Afscheid nemen bestaat niet en Voorbij met de zangeres Do. De nummers zijn allemaal voorzien van een videoclip, geregisseerd door Dick Maas, Johan Nijenhuis, Matthijs van Heijningen jr. en Theo van Gogh.
Korte tijd later verscheen een cd-versie van Zien, maar deze werd niet in de handel gebracht. Hij was alleen beschikbaar als promotiemateriaal voor radio- en tv-zenders en andere media.
De dvd werd een groot succes, en stond wekenlang op nummer 1 in de dvd-lijst. Marco kreeg er in 2005 twee Edisons voor, in de categorieën Beste album en Beste Nederlandse dvd.
Inmiddels zijn er 320.000 exemplaren van verkocht, goed voor viermaal platina.

## Tracklist
1. Zeg me wie je ziet -
Tekst en muziek: J. Ewbank, H. Kooreneef
Regie: J. Nijenhuis
2. Afscheid nemen bestaat niet -
Tekst en muziek: J. Ewbank, H. Kooreneef
Regie: D. Maas
3. Zeg het maar -
Tekst en muziek: J. Ewbank, H. Kooreneef
Regie:J. Nijenhuis
4. Voorbij (Duet met Do) -
Tekst en muziek: J. Ewbank, H. Kooreneef
Regie: J. Nijenhuis
5. Laat me gaan -
Tekst en muziek: T. Dijkman, G. Caminita, R. Winter, F. van Leeuwen, M. Borsato, J. Ewbank
Regie: D. Maas
6. Lentesneeuw -
Tekst en muziek: T. Dijkman, G. Caminita, R. Winter, F. van Leeuwen, M. Borsato, J. Ewbank
Regie: T. van Gogh
7. Dat ben jij -
Tekst en muziek: T. Dijkman, G. Caminita, R. Winter, F. van Leeuwen, M. Borsato, J. Ewbank
Regie: T. van Gogh
8. Dromer -
Tekst en muziek: J. Ewbank, H. Kooreneef
Regie: M. van Heijningen
9. Alleen -
Tekst en muziek: J. Ewbank, H. Kooreneef
Regie: J. Nijenhuis
10. Een nieuwe dag -
Tekst en muziek: J. Ewbank, H. Kooreneef
Regie: J. Nijenhuis en A. de Levita
11. Als alle lichten zijn gedoofd -
Tekst en muziek: H. Pool, T. Dijkman, F. van Leeuwen, J. Ewbank
Regie: T. van Gogh
12. Ik kan het niet alleen -
Tekst en muziek: J. Ewbank, H. Kooreneef
Regie: J. Nijenhuis
13. Vlinder -
Tekst en muziek: J. Ewbank, H. Kooreneef
Regie:T. van Gogh